# Яндо, Енё
Енё Яндо (венг. Jandó Jenő; 1 февраля 1952, Печ — 4 июля 2023, Будапешт) — венгерский пианист и профессор Музыкальной академии Ференца Листа в Будапеште.

## Ранний период жизни и обучение
Енё Яндо обучался игре на фортепиано в Музыкальной академии Ференца Листа с Каталиной Немес и Палом Каодшей, а затем стал победителем многих крупных международных конкурсов пианистов, в том числе имени Дьёрдя Цифры и Дино Чиани. Тем не менее его профессиональная карьера началась в 18 лет, после того как он занял третье место на конкурсе пианистов имени Бетховена. В 1973 году занял первое место на Международном конкурсе пианистов 1973 года, а также стал победителем на Сиднейском международном конкурсе пианистов в категории камерная музыка.

## Солист и аккомпаниатор
Енё Яндо выступал как солист и аккомпаниатор. Он исполнял все сонаты Бетховена, квинтет Шуберта «Форель» и фортепианное трио Бетховена «Призрак» и «Эрцгерцог». В качестве аккомпаниатора Енё Яндо работал с Такако Нисизаки в записи сонат для скрипки и фортепиано Бетховена, Франка, Грига, полных сонат Шуберта и Моцарта для Naxos Records, некоторые из которых высоко оценены лейблом « Penguin Guide to Recorded Classical Music». Его стиль аккомпанемента также проявляется в виолончельной сонате Кодая, а также в более поздней записи сонат для виолончели Донаньи в сотрудничестве с Марией Клигель. Енё Яндо был известен тем, что пел во время игры и, чтобы остановить пение, клал незажжённую сигарету в рот.

## Наследие
Енё Яндо записал более 60 альбомов, включая музыку Баха, Бетховена, Листа (в том числе, «Годы странствий» полностью), Шумана, Шуберта, Брамса, Гайдна, Бартока, Шопена и многих других композиторов.